# Emilio Morenatti
Emilio Morenatti (* 1969, Zaragoza) je fotograf narozený v Zaragoze a vyrůstající v Jerez de la Frontera (Španělsko).

## Životopis
Pořizuje dokumentární fotografie katastrof, válek a konfliktních situací. To vedlo k jeho únosu v roce 2006 ve městě Gaza.
Dne 12. srpna 2009 utrpěl útok na cestách s americkými vojenskými silami v Kandaháru (Afghánistán). V důsledku výbuchu mu byla amputována noha.
V březnu 2022 Morenatti dokumentoval konflikt na Ukrajině.

## Ocenění
- Pulitzerova cena za fotografii 2021.
- Čestné uznání v roce 2007 World Press Photo.
- V květnu 2009 obdržel cenu FotoPress 2009, kterou uděluje La Obra Social La Caixa.[5] Jeho práce ukazuje 15 žen s tvářemi znetvořenými útoky kyselinou v Pákistánu.[6]
- Byl vybrán Národní asociací novinářských fotografů jako Fotoreportér roku 2010.
- Jeho fotografie ze stávky 29. března 2012 v Barceloně byla oceněna třetí cenou v kategorii současných událostí ve World Press Photo.
- V roce 2013 mu byla udělena cena Ortega y Gasset za fotožurnalistiku
- ONCE Solidarity Award 2015.[7]

## Spor o použití teleobjektivů k vylíčení údajných davů
Během pandemie v roce 2020 bylo několik Morenattiho fotografií široce sdíleno sociálními sítěmi a skupinami na WhatsApp a vyvolalo polemiku ohledně používání teleobjektivů, údajně s úmyslem manipulovat s informacemi a naznačovat, že lidé na fotografiích byli k sobě blíže, než ve skutečnosti byli. Několik médií tuto kontroverzi zopakovalo a provedlo rozhovory s fotografem, který uvedl, že jeho záměrem nebylo manipulovat, a uvedl vysvětlení jako „Použil jsem teleobjektiv 70–200 mm a fotografie jím pořízená má tuto perspektivu, protože to byl jediný způsob, jak snímek pořídit" Morenatti již vyvolal podobné kontroverze u fotografií pořízených teleobjektivem při královských přehlídkách a nacionalistických demonstracích.